# Атанас Берон
Атанас Русков Беро̀н е български търговец и благодетел.

## Биография
Роден е около 1850 г. в Котел. Племенник е на д-р Петър Берон и брат на търговеца Стефан Берон. Заминава за Крайова по покана на Петър Берон. Става управител на мошията „Чертате“. Установява се в Букурещ и участва в работата на Добродетелната дружина. В 1905 г. заминава за Виена, за да се лекува, но на 10 юли същата година умира.

## Дарителство
На 18 май 1905 г. дарява на Министерство на народното просвещение 149 900 златни лева, които при достигане до 200 000 златни лева, да се използват всяка година за по пет стипендии от 2000 златни лева за следване в чужбина. Личните предпочитания на дарителя са за следване в областта на медицината, математиката, химията и физиката.
Кандидатите за получаване на стипендия трябва да:
- са от българска народност и поданство
- са родени в Котел
- са завършили средно образование в България
- са се отличили в учението
- са талантливи
- материалното им състояние да не позволява да се учат в чужбина на собствени разноски.[1]

Ако липсват достатъчно кандидати от Котел може да бъдат давани стипендии и на младежи от други селища.
През учебната 1913/1914 г. е избран първият стипендиант – Ганчо Събев, който учи физика в Нанси. От юни 1914 г. стипендиант на фонда е Д. П. Иванов, който учи химия в Лион. От есента на 1914 г. – М. Атанасова, изучаваща математика в Женева. През 1940 г. от фонда се отпускат пет стипендии по 1000 лв. месечно в специалностите класическа филология, немска филология, история, лесовъдство и земеделие. Към 1 януари 1947 г. капиталът на фонда достига 1 963 500 лв. Фондът е ликвидиран през 1948 г. с вливането на фонд „Завещатели и дарители“ при Министерство на народното просвещение в държавния бюджет.